# 도봉구 을
서울 도봉구 을은 대한민국의 국회의원 선거구이다. 서울특별시 도봉구 일부 지역을 관할한다. 현 지역구 국회의원은 더불어민주당의 오기형이다.

## 역사
1995년 제15대 국회의원 선거를 앞두고 신설되었다. 기존 도봉구 을 선거구가 관할하던 미아동과 수유동이 번동, 우이동과 함께 분리되어 강북구로 신설되면서 강북구 갑과 강북구 을이 되었다. 이에 대한민국 제15대 국회의원 선거를 앞두고  도봉구 갑의 일부 지역 (쌍문2·4동, 방학동, 도봉동)을 분리시켜 도봉구 을 선거구를 신설하였다. 대신 도봉구 갑에는 창동 (도봉구 병의 일부)를 편입시켰다.
2008년 방학4동이 방학3동에 합동되었다.

## 관할 구역
| 대수        | 관할 구역                                                                     |
| ----------- | ----------------------------------------------------------------------------- |
| 15대 ~ 18대 | 도봉구 쌍문2동, 쌍문4동, 방학1동, 방학2동, 방학3동, 방학4동, 도봉1동, 도봉2동 |
| 19대 ~ 현재 | 도봉구 쌍문2동, 쌍문4동, 방학1동, 방학2동, 방학3동, 도봉1동, 도봉2동          |

## 역대 국회의원
| 선거   | 정당 | 정당           | 의원   |
| ------ | ---- | -------------- | ------ |
| 1996년 |      | 새정치국민회의 | 설훈   |
| 2000년 |      | 새천년민주당   | 설훈   |
| 2004년 |      | 열린우리당     | 유인태 |
| 2008년 |      | 한나라당       | 김선동 |
| 2012년 |      | 민주통합당     | 유인태 |
| 2016년 |      | 새누리당       | 김선동 |
| 2020년 |      | 더불어민주당   | 오기형 |
| 2024년 |      | 더불어민주당   | 오기형 |

## 역대 선거 결과

### 대한민국 제15대 국회의원 선거
|  | 31.48% |

|  | 29.00% |

|  | 25.91% |

|  | 12.61% |

|  | 0.99% |

### 대한민국 제16대 국회의원 선거
|  | 45.28% |

|  | 40.19% |

|  | 9.15% |

|  | 2.83% |

|  | 1.33% |

|  | 1.19% |

### 대한민국 제17대 국회의원 선거
|  | 47.37% |

|  | 35.97% |

|  | 6.54% |

|  | 5.21% |

|  | 4.89% |

### 대한민국 제18대 국회의원 선거
|  | 52.18% |

|  | 45.94% |

|  | 1.86% |

### 대한민국 제19대 국회의원 선거
|  | 51.06% |

|  | 47.19% |

|  | 1.74% |

### 대한민국 제20대 국회의원 선거
|  | 43.72% |

|  | 36.40% |

|  | 19.87% |

### 대한민국 제21대 국회의원 선거
|  | 53.01% |

|  | 45.63% |

|  | 0.69% |

|  | 0.65% |

### 대한민국 제22대 국회의원 선거
|  | 52.83% |

|  | 47.16% |

## 같이 보기
- 대한민국의 국회의원 선거구 목록